# 保建大記
保建大記（ほうけんたいき）とは、江戸時代中期の儒者、栗山潜鋒が著した史書。尊王論の重要な書。
1689年成立。全2巻で、1123年から1192年までを記述し、皇室が衰微し、武家が興隆したのは、皇室の不徳の結果と、当時の上皇や天皇を激しく非難した。尊王論なのに、過去の上皇や天皇を名指しで非難するとは表面的には奇妙である。しかし、皇室が不徳だったから武家に権力が移った、と強調することにより、徳川幕府が日本を支配することを皆が当然と思っていた時代に、本来は天皇がこの国を統治するべきであるという思想を密かに広めた。また幕府体制の中で、武家が権力を持つのは不当だと公然と述べれば、厳罰に処せられるのは当然なので、この本当の主旨を隠したと考えられている。その後この思想が展開して、皇室が徳を有すれば幕府から権力を取り戻すべきだという、幕末の尊王倒幕論の基礎となった。